# 微小两极虫
微小两极虫（学名：Myxidium minutum）为两极科两极虫属的动物。在中国，分布于广东等，营寄生生活，寄生在斑鳢的肠。